# Famous in the Last Century
Famous in the Last Century är ett musikalbum av Status Quo, utgivet 2000. Albumet består av 15 covers och en ny originalsång, titellåten, skriven av keyboardisten Andrew Bown. Till skillnad från deras första coveralbum Don't Stop (1996) medverkar inga gästartister på Famous in the Last Century.

## Låtlista
1. "Famous in the Last Century" (Andrew Bown) - 1:04
2. "Old Time Rock and Roll" (George Jackson/Thomas Jones) - 2:57
3. "Way Down" (Layng Martine Jr) - 2:51
4. "Rave On" (Sonny West/Bill Tilghman/Norman Petty) - 2:51
5. "Roll Over Beethoven" (Chuck Berry) - 3:07
6. "When I'm Dead and Gone" (Benny Gallagher/Graham Lyle) - 3:11
7. "Memphis, Tennessee" (Chuck Berry) - 2:31
8. "Sweet Home Chicago" (Robert Johnson) - 2:44
9. "Crawling from the Wreckage" (Graham Parker) - 2:42
10. "Good Golly Miss Molly" (John Marascalco/Robert Blackwell) - 2:05
11. "Claudette" (Roy Orbison) - 2:01
12. "Rock 'N' Me" (Steve Miller) - 2:46
13. "Hound Dog" (Jerry Leiber/Mike Stoller) - 2:19
14. "Runaround Sue" (Dion DiMucci/Ernie Maresca) - 2:29
15. "Once Bitten Twice Shy" (Ian Hunter) - 3:40
16. "Mony Mony" (Bobby Bloom/Ritchie Cordell/Bo Gentry/T.D. James) - 2:58
17. "Famous in the Last Century (Reprise)" (Andrew Bown) - 1:15